# Pentarhopalopilia marquesii
Pentarhopalopilia marquesii är en tvåhjärtbladig växtart som först beskrevs av Adolf Engler, och fick sitt nu gällande namn av Hiepko. Pentarhopalopilia marquesii ingår i släktet Pentarhopalopilia och familjen Opiliaceae. Inga underarter finns listade i Catalogue of Life.